# Деведжян, Патрик
Патри́к Деведжя́н (фр. Patrick Devedjian, арм. Պատրիկ Դևեջյան; 26 августа 1944 года, Фонтенбло — 29 марта 2020 года) — французский политический деятель армянского происхождения.
Родился в семье Роленда Деведжяна. Будучи студентом Парижского университета II, также входил в состав ультраправого движения «Occident». Участвовал в основании партии RPR в 1976 году. В 1983 году избран мэром города Антони в департаменте О-де-Сен, переизбран в 1989, 1995 и 2001 годах). В 1986 году избран членом французского парламента (переизбран четыре раза — 1988, 1993, 1997 и 2002 годах). В 2002 году назначен на должность министра-делегата (фр.) по вопросам местного самоуправления, в 2004—2005 годах — министр-делегат промышленности. Являлся ближайшим помощником Николя Саркози, поддержал его кандидатуру на пост президента Французской Республики, после его избрания был назначен исполнительным генеральным секретарём правящей партии UMP.
Был тесно связан с армянской общиной, был активным борцом за права представителей армянской диаспоры и признание геноцида армян.
Скончался 29 марта 2020 года от коронавирусной инфекции COVID-19.

## Награды
- Орден Почёта (19 сентября 2014 года, Армения) — по случаю Дня независимости Республики Армения, а также за значительный вклад в укрепление дружественных связей между Республикой Армения и Французской Республикой[11].